# Pachycnema marginella
Pachycnema marginella är en skalbaggsart som beskrevs av Fabricius 1791. Pachycnema marginella ingår i släktet Pachycnema och familjen Melolonthidae. Inga underarter finns listade i Catalogue of Life.